# Politische Korrektheit
Politische Korrektheit, häufig Political Correctness als Lehnwort aus dem Englischen (kurz PC), ist ein aus dem englischen Sprachraum stammendes politisches Schlagwort, das insbesondere in der Theorie der öffentlichen Meinung eine Rolle spielt. In der ursprünglichen Bedeutung bezeichnet der englische Ausdruck politically correct, deutsch politisch korrekt, die Zustimmung zu der Idee, dass Ausdrücke und Handlungen vermieden werden sollten, die Gruppen von Menschen kränken oder beleidigen können (etwa bezogen auf Geschlecht oder Hautfarbe). Der Ausdruck ist älter, hat aber erst seit Beginn der 1990er-Jahre größere Verbreitung gefunden. Damals wurde er von der politischen Rechten und den Konservativen in den USA aufgegriffen, um die Verwendung und vorgebliche Dominanz „politisch korrekter“ Sprache als Zensur und Einschränkung der Redefreiheit zurückzuweisen. In der Folgezeit griffen auch konservative und neurechte Kreise in Europa das Schlagwort auf.

## Begriffsentwicklung
Die Bezeichnung politically correct wurde bereits 1793 in einem Gerichtsverfahren vor dem Obersten Gerichtshof der Vereinigten Staaten erwähnt (Fall Chisholm v. Georgia). Das Gericht stellte dabei eine Überlegung zu den Bürgerrechten an und bezeichnete es in diesem Zusammenhang als „nicht politisch korrekt“, einen Trinkspruch auf den Staat (die USA) statt auf das Volk (US-Amerikaner) auszubringen, weil der Staat zwar „das edelste Werk des Menschen“, der Mensch selbst aber „das edelste Werk Gottes“ sei.
Im frühen bis mittleren 20. Jahrhundert wurde der Ausdruck "politisch korrekt" verwendet, um eine strikte Einhaltung einer Reihe ideologischer Orthodoxien innerhalb der Politik zu beschreiben. Im Jahr 1934 berichtete die New York Times, dass Nazi-Deutschland Pressegenehmigungen "nur an reine 'Arier', deren Meinungen politisch korrekt sind", erteilte.
1917 tauchte der Begriff "Politisch korrekt" im marxistisch-leninistischen Vokabular nach der Russischen Revolution auf. Zu dieser Zeit wurde er verwendet, um eine strenge Einhaltung der Politik und Prinzipien der Kommunistischen Partei der Sowjetunion zu beschreiben, das heißt, der Parteilinie. Später in den Vereinigten Staaten wurde der Ausdruck mit Vorwürfen des Dogmatismus in Debatten zwischen Kommunisten und Sozialisten in Verbindung gebracht. Laut dem amerikanischen Pädagogen Herbert Kohl, der über Debatten in New York Ende der 1940er und Anfang der 1950er Jahre schrieb, wurde der Begriff "politisch korrekt" abschätzig verwendet, um sich auf jemanden zu beziehen, dessen Loyalität zur Parteilinie des Kommunistischen Programms das Mitgefühl überwog und zu schlechter Politik führte.
Er wurde von Sozialisten gegen Kommunisten verwendet und sollte Sozialisten, die an egalitären moralischen Ideen festhielten, von dogmatischen Kommunisten trennen, die Parteistandpunkte befürworteten und verteidigten, unabhängig von ihrem moralischen Gehalt.
Mitte der 1980er-Jahre wandten sich Studenten vor allem der University of California gegen Pflichtkurse zur westlichen Zivilisation (western civilization), in denen nach ihrer Auffassung die Werke „toter, weißer europäischer Männer“ (dead white European males, gemeint waren vor allem Philosophen der Aufklärung) zu sehr im Vordergrund standen. Sie verlangten eine Ausweitung des Lehrstoffs auf weibliche und außereuropäische Autoren und schufen Sprachkodizes (speech codes), die auf die Einbeziehung von Minderheiten abzielten. Mit der Ausweitung dieser Sprachregelungen gewann die ironisch verwendete Bezeichnung politically correct an Bedeutung.
Seit Beginn der 1990er-Jahre wurde der Ausdruck von einer reinen Selbstbeschreibung zunehmend auch zu einem pejorativ gebrauchten Kampfbegriff der politischen Rechten in den USA. Konservative Studenten, Akademiker und Journalisten übernahmen die Bezeichnung und wandelten sie in eine Chiffre zur Ablehnung linker Antidiskriminierungsbemühungen; US-Konservative verwenden sie seit den 1990er-Jahren in politischen Zusammenhängen in Auseinandersetzungen mit ihren politischen Gegnern. Allerdings wurde und wird sie auch weiterhin von undogmatischen Linken verwendet. Im Laufe der Zeit wurde der Ausdruck substantiviert zu political correctness.
Ariane Manske beschrieb den abwertenden Gebrauch des Ausdrucks Political Correctness als eine der „Strategien“ der konservativen Verteidigung traditioneller Werte. „Political Correctness“ äußert sich hierbei als „vehement betriebene Diffamierungskampagne gegen die Liberals“. Die Konservativen „setzten damit eine Strategie der politischen Diffamierung aus den 1980er Jahren direkt fort. An die Stelle des L-words (eine in der Wahlkampfkampagne 1988 von Konservativen geprägter negativ konnotierte Bezeichnung für den Liberalismus) trat nun Political Correctness, um gegen den liberalen ‚Feind‘ ins Feld zu ziehen.“
Dorothy E. Smith schrieb in ihrem 1999 zu dem Thema veröffentlichten Buch, dass political correctness ein ideologischer Code und Ausdruck eines Widerstands einer traditionellen Elite gegen den Verlust von Autorität und Macht sei. Der PC-Code sei von neokonservativer Seite instrumentalisiert worden und ermögliche es, Kritik an der institutionellen Ordnung und der kulturellen Dominanz bestimmter Gruppen zu unterdrücken und diskreditieren. Der PC-Code erscheine nicht als Zensur, obwohl der Code implizit diese Funktion erfülle, indem er öffentliche Diskurse und die Autorität und Glaubwürdigkeit der Diskursteilnehmer reguliere und darüber entscheide, worüber und in welcher Weise über Themen gesprochen wird.
Der französische Philosoph und Autor Alain Finkielkraut definierte Politische Korrektheit als „Nicht sehen wollen, was zu sehen ist“, was nach Interpretation von Jürg Altwegg bedeute, den Blick von einer unerträglichen Wirklichkeit abzuwenden und der Wahrheit aus Mutlosigkeit oder irgendwelchen Rücksichten nicht ins Auge zu sehen.

## Verwendungskontext
Inzwischen lassen sich zwei verschiedene Verwendungen der Bezeichnung unterscheiden:
- Erstens ist politische Korrektheit ein prägnantes und bekanntes politisches Schlagwort im Zusammenhang der insbesondere in Nordamerika, Australien und Europa seit dem späteren 20. Jahrhundert vorhandenen gesellschaftlichen Tendenz, Interessen von Minderheiten stärker zu vertreten sowie Diskriminierung insbesondere im Sprachgebrauch zu vermeiden, die in der Vergangenheit akzeptiert oder schlicht unerkannt war. Mit der Aussage, dass etwas „politisch nicht korrekt“ oder „politisch inkorrekt“ sei, soll dementsprechend ausgedrückt werden, dass eine Norm verletzt worden sei, eine Äußerung (oder Handlung) allgemeinen moralischen Normen zuwiderhandle oder gar ein Tabu gebrochen worden sei.

- Der zweite Kontext ist die Ablehnung einer als Freiheitsbeschränkung oder Zensur empfundenen gesellschaftlichen Norm oder Kritik, sei es, um am Gewohnten festzuhalten, sei es gegen Übertreibung bei der Vermeidung als negativ empfundener Bezeichnungen, oder weil durch zu viel Rücksichtnahme die Äußerung von (als solchen empfundenen) Fakten oder Wahrheiten unterdrückt würde. Diese Kritik vermeintlicher „politischer Korrektheit“ als Kampfbegriff gegen zu viel Rücksichtnahme oder gegen einen politischen Gegner ist gleichfalls als Schlagwort in Verwendung.

### Verwendung und Kritik in US-Medien
Als erster wichtiger Anstoß für die Verbreitung der Bezeichnung gilt der Artikel von Richard Bernstein in der New York Times 1990 mit dem Titel The Rising Hegemony of the Politically Correct („Die aufkommende Vorherrschaft des politisch Korrekten“).
Brigitta Huhnke, Sprachwissenschaftlerin an der Universität Klagenfurt, folgte der ausführlichen Analyse von Richard Bernstein, die Lorna Weir 1995 veröffentlicht hatte: Bernstein stelle „pc“ als Unterart von „Tyrannei“ dar, auf einer Stufe mit „Orthodoxie“, „Faschismus“ und „Fundamentalismus“. Huhnke schrieb: „Auf der dritten Ebene folgen dann die Hyponyme von ‚pc‘, also quasi die untergeordneten Teilmengen von ‚pc‘. Das sind: ‚Auswärtige Politik‘, ‚Afrikanisch-amerikanische Studien‘, ‚Curriculumveränderung‘, ‚Affirmative Action‘, ‚Schwulen- und Lesbenforschung‘, aber auch ‚Feminismus‘, ‚palästinensische Selbstbestimmung‘ sowie ‚Attacken auf den Kanon und den Westen‘.“ Laut Huhnke habe Bernstein so auf die „Bildungsinhalte der amerikanischen Reformbewegungen seit den sechziger Jahren an[gespielt], die er eindeutig negativ klassifiziert“. Auf einer weiteren, institutionellen Ebene beziehe er die „Curriculumveränderung“ auf die „Universitäten von Texas und Berkeley“, nach Meinung von Konservativen Hochburgen linker Lehrinhalte, sowie auf Veröffentlichungen der Modern Languages Association (MLA) und andere.
1991 lieferte John Taylors Essay Are You Politically Correct? im New York Magazine eine Übersicht über die an verschiedenen nordamerikanischen Universitäten um 1989 eingeführten Maßnahmen zur Sprachanpassung in rassistischer und sexueller Hinsicht:

“When a student at the University of Michigan read a limerick that speculated jokingly about the homosexuality of a famous athlete, he was required to attend gay-sensitivity sessions and publish a piece of self-criticism in the student newspaper called ‘Learned My Lesson.’ […] In October [1990] Roderick Nash, a professor at the University of California at Santa Barbara, pointed out during a lecture on environmental ethics that there is a movement to start referring to pets as animal companions. (Apparently, domesticated animals are offended by the word pet.) Nash then made some sort of off-the-cuff observation about how women who pose for Penthouse are still called Pets (and not Penthouse Animal Companions). Inevitably, several female students filed a formal sexual-harassment complaint against him. Susan Rode, one of the signers, said, ‘Maybe this will make more people aware in other classes and make other faculty watch what they say.’”

„Als ein Student der Universität Michigan einen Limerick vorlas, der witzig über die Homosexualität eines berühmten Athleten spekuliert, wurde von ihm verlangt, dass er Feingefühligkeitsseminare bezüglich Homosexueller besucht sowie ein selbstkritisches Werk in der Studentenzeitschrift veröffentlicht, das den Titel ‚Ich habe meine Lektion gelernt.‘ trägt. […] Im Oktober [1990] wies Roderick Nash, ein Professor an der Universität Kalifornien in Santa-Barbara, während einer Vorlesung über Umweltethik darauf hin, dass es eine Bewegung gäbe, die Haustiere nun als animal companions (dt. tierische Begleiter) zu bezeichnen begonnen habe. (Anscheinend stößt das Wort Pet (dt. Haustier) domestizierte Tiere vor den Kopf.) Nash platzte dann noch eine Art Spontanbemerkung heraus, dass Frauen, die sich für das Penthouse ablichten ließen, immer noch 'Pets' genannt werden (und nicht Penthouse Animal Companions). Es kam, wie es kommen musste: einige weibliche Studenten reichten eine formale Beschwerde über sexuelle Belästigung ein. Susan Rode, eine der Unterzeichnerinnen, meinte 'Vielleicht bewirkt dies, dass mehr Menschen in anderen Kursen bewusster hinhören und dafür sorgen, dass andere Lehrkräfte aufpassen, was sie sagen.'“

In einer Rede an der Universität Michigan im Mai 1991 griff US-Präsident Bush Senior diesen neuen Medienausdruck auf und setzte sich damit im Zusammenhang mit der freien Rede auseinander:

„Ironischerweise stellen wir am 200. Jahrestag der Bill of Rights fest, dass die freie Rede überall in den Vereinigten Staaten angegriffen wird, auch auf dem Campus einiger Universitäten. Die Idee der politischen Korrektheit hat im ganzen Land eine Kontroverse entfacht. Und obwohl die Bewegung aus dem lobenswerten Bedürfnis entstanden ist, die Überreste von Rassismus und Sexismus und Hass wegzufegen, ersetzt sie nur alte Vorurteile durch neue. Sie erklärt bestimmte Themen zum Tabu, bestimmte Ausdrücke zum Tabu und sogar bestimmte Gesten zum Tabu. Was als Kreuzzug für Anstand begann, ist umgeschlagen in einen Konfliktherd und sogar in Zensur. Streitende betrachten puren Zwang als einen Ersatz für die Kraft der Gedanken – zum Beispiel indem sie ihren Kontrahenten bestrafen oder [der Uni] verweisen lassen.“

1992 verband Ric Dolphin in seinem Buch Not Politically Correct: a Field Guide to Surviving the Pc Reign of Terror die Bezeichnung PC mit den Umerziehungsmethoden der chinesischen Kulturrevolution 1966.

### Bedeutungsveränderung durch Konservative
In den USA gingen Wissenschaftler wie John Karl Wilson 1995 in Myth of Political Correctness oder Lorna Weir in PC Then and Now und Stephen Richer der inhaltlichen Entwicklung der Begrifflichkeit nach. Nach ihrer Meinung habe sich hier ein Mythos der Konservativen gebildet.
Auch Brigitta Huhnke sah 1997 eine Legendenbildung und eine mythische Funktion des Begriffes, sowohl in seiner US-amerikanischen Diskursgeschichte als auch in der der Bundesrepublik Deutschland. Marc Fabian Erdl schrieb 2004 von einer „Legende von der politischen Korrektheit“ und der „Erfolgsgeschichte eines importierten Mythos“.
Ariane Manske macht wie Weir und Wilson darauf aufmerksam, dass diese Kampagne der Neokonservativen die Konnotation der Bezeichnung verändert habe. Darin liege die Erklärung, wie der „Myth of Political Correctness“ (Wilson) wirke. Er lasse nämlich einen Bezug zur „Wahrheit“ aufschimmern – der Ausdruck wurde ja in einer ähnlichen Form, aber in einem anderen Sinn von Teilen der Emanzipationsbewegungen verwendet –, entleere und deformiere jedoch den ursprünglichen Sinn. So werde aus einer begründeten und positiv konnotierten politischen Aussage („Wenn wir keinen Rassismus wollen, benötigen wir auch das Wort ‚Nigger‘ nicht mehr“ etc.) eine Unterstellung („Du willst mir meine Sprache und das Denken verbieten“) und mit der Bezeichnung „Political Correctness“ markiert. Verbunden mit Vorstellungen von Zensur und Denkverboten etc. bekommt die Redewendung nicht nur eine negative Bedeutung, sondern eine völlig neue Aussage. Diese Aussage beschäftigt sich nicht mehr mit dem eigentlichen Problem. Sie wird zu einer Aussage über etwas (Metasprache). Verkürzt und symbolisiert in der Kurzform „pc“, lässt sich je nach Bedarf und Situation mit dieser Bezeichnung politisch über etwas sprechen, es nicht nur bezeichnen, sondern es auch einordnen. Weil die ursprüngliche Verwendung des Ausdrucks den Liberalen und Linken zugeordnet wird – etwa in der Form ironischer Selbstkritik (Lorna Weir) unter Mitstreitern –, erweckt er laut Wilson eine Authentizität und lebe wie alle Mythen von einer scheinbaren Realität. Durch diese Umwandlung seien, wie Katrin Auer meint, rhetorische Figuren wie der Code „PC“ nur von informierten Lesern tatsächlich dechiffrierbar in dem Sinne, dass erkannt wird, wie hier ein geschichtlich zu betrachtender Sinn in eine sinnverstellte Aussage verwandelt wird.
Autoren wie John K. Wilson versuchten zu zeigen, wie konservative Kräfte durch Übertreibung und Verdrehung von „Anekdoten“ über einige wenige Fälle von Meinungsunterdrückung einen „Mythos der politischen Korrektheit“ geschaffen hatten. Diesen Mythos bezeichnete Wilson als „CC – Conservative Correctness“. Dadurch werde versucht, progressive Ideen zu unterdrücken. Wilsons Buch fand Zustimmung, war aber auch Gegenstand von harscher Kritik. Kritiker wiesen darauf hin, dass zwar tatsächlich Anekdoten von Konservativen gezielt aufgebauscht wurden, dass auf der anderen Seite aber auch Liberale und sogar einige Marxisten gegen Political Correctness opponierten.
Die Soziologin Weronika Grzebalska und die Politikwissenschaftlerinnen Eszter Kováts und Andrea Pető ordneten den Widerstand gegen „politische Korrektheit“ in die ökonomische, kulturelle und politische Verunsicherung ein, die mit durch den Neoliberalismus ausgelöst wurde. Durch den Widerstand gegen politische Korrektheit wurde eine mögliche Alternative zur neoliberalen Individualisierung und Atomisierung dargeboten, die eine sichere und geschützte Gemeinschaft verspricht, basierend auf traditionellen familiären, nationalen und religiösen Werten sowie dem Wert der Meinungsfreiheit.

### Empirische Forschung zur Sprachregulierung
Forscher der Cornell University versuchten 2014 nachzuweisen, dass die Normierung der Sprache im Sinne einer politisch korrekten Verwendung in einer aus Männern und Frauen zusammengesetzten Gruppe die Kreativität der Diskussionsbeiträge erhöht, da die Mitglieder in diesem Fall nicht überlegen müssen, welche unerwarteten Reaktionen sie durch einen nicht-regulierten Code (etwa durch Verwendung einer nicht genderneutralen Sprache) erhalten könnten. Durch Selbstzensur unter Bedingungen von Unsicherheit würden kreative Äußerungen unterdrückt. Die Autoren folgern daraus, dass eine politisch korrekte Sprachregulierung in demographisch heterogenen Gruppen die Kreativität erhöhe, weil sie größere Sicherheit hinsichtlich der Verwendung des Codes schaffe. In homogenen Gruppen trete jedoch ein gegenteiliger Effekt ein, da hier die anfängliche Verunsicherung geringer sei.

## Verwendung in Deutschland
Im Deutschen kann politische Korrektheit einen Sprachgebrauch beschreiben, der durch eine besondere Sensibilisierung gegenüber Minderheiten gekennzeichnet ist und sich der Anti-Diskriminierung verpflichtet fühlt. Der Sprachwissenschaftler Anatol Stefanowitsch fasst 2010 zusammen: „Entscheidend ist bei der politisch korrekten Sprache das Ziel, durch eine Bewusstmachung sprachlicher Diskriminierung eine Bewusstmachung tatsächlicher Diskriminierung zu erreichen. […] Politisch korrekte Sprache kann dabei helfen, strukturelle Ungleichheiten aufzudecken.“
Gleichzeitig erfuhr die Bezeichnung politische Korrektheit einen Bedeutungswandel und wird nach Ansicht von Sabine Wierlemann als politisches Schlagwort von konservativer Seite als „Diffamierungsvokabel“ und „Fremdbezeichnung für das gesamte liberale Spektrum“ eingesetzt.
Auch neurechte Kreise in Europa griffen das Schlagwort auf, beispielsweise machte die Wochenzeitung Junge Freiheit Anfang der 2000er-Jahre eine Kampagne gegen politische Korrektheit (Anti-PC-Kampagne).

### Druckmedien
Die erste programmatische Erwähnung des Ausdrucks „politische Korrektheit“ erfolgte Anfang der 1990er Jahre. Die Süddeutsche Zeitung titelte mit einem Beitrag von Christine Brink am 3. November 1991: „Multi-kultureller Joghurt. In amerikanischen Universitäten greift ein neuer Sprach-Terror um sich.“ Ein weiterer Artikel erschien in derselben Zeitung von Richard Bernstein, dem New-York-Times-Journalisten, „der Ende 1990 das inter-media-agenda setting in den amerikanischen Medien in Gang gesetzt hatte“.
Der Spiegel reagiert auf das Thema erst 1993. Matthias Matussek sieht in einer New Yorker Ausstellung der Fotografin Nan Goldin einen „Schauprozess“: „Ein Kampfbegriff der Black-Power-Bewegung aus den sechziger Jahren macht erneut Karriere: ‚political correctness‘. Die politisch Korrekten, eine Sprach- und Denkpolizei radikaler Minderheiten, kontrollieren nicht nur Vorlesungsverzeichnisse oder Feuilletons – sie beherrschen jetzt eine New Yorker Museumsschau.“
Der erste Artikel, der die Bezeichnung in der Zeit thematisiert, stammte von Dieter E. Zimmer: PC oder: Da hört die Gemütlichkeit auf. Die Redaktion schickt dem Artikel die Bemerkung voraus, dass die Zimmer-„Thesen“ in der Redaktion sehr umstritten seien.

### Nationale Rhetorik
Von rechtsextremen Autoren wird der Ausdruck abwertend verwendet. Die Kritik der Rechten an dem, was sie als „politische Korrektheit“ bezeichnen, richtet sich vor allem gegen die Vertreter der 68er-Generation. Dabei geht es nach Martin Dietzsch und Anton Maegerle darum, „die Bemühungen von Liberalen, Linken, Feministinnen, Vertretern von Minderheiten und Befürwortern von Multikulturalismus um eine Öffnung der Gesellschaft, das Hinterfragen von überkommenen Tabus, Vorstellungen und Stereotypen zu karikieren und zu verfälschen. Heute dient PC dazu, Verachtung auszudrücken für diese Anschauungen und Zielsetzungen. Dabei werden etwa die Relativierung des Leistungsstandards, die angebliche Einschränkung der freien Meinungsäußerung und die Gefahren selbstzerstörerischer Separation heraufbeschworen.“
Als Kampfbegriff fungiere der Ausdruck gleichsam als Allzweckwaffe der Rechten, um Kritik an rechten Konzepten abzutun. Die pejorativ verwendete Bezeichnung diene derart der Immunisierung der eigenen Position, d. h. der Umgehung einer Debatte, wenn er in pauschal diskreditierender Form angewandt werde, ohne auf eine konkrete gegnerische Position inhaltlich einzugehen.
Den deutlichen Bezug zu Fragen der nationalen Identität hinsichtlich Einwanderung und Geschichtsbild zeigte auch eine Umfrage Elisabeth Noelle-Neumanns von 1996, die in der FAZ vorgestellt wurde. Danach schätzen die Deutschen folgende Themen an vorderster Stelle als „PC-haft“ ein: Asylanten, Juden, Hitler, das „Dritte Reich“, Aussiedler, Neonazis, Türken.
Nach Marc Fabian Erdl wurde neben dem Historikerstreit und der Jenninger-Rede auch in der Walser-Bubis-Debatte mit der „Political-Correctness“-Rhetorik gearbeitet. Synonym dazu war hier die Rede von der „Auschwitzkeule“. In seiner Laudatio vom 26. September 2004 zur Verleihung des Kasseler Bürgerpreises für Klaus von Dohnanyi verteidigte Wolfgang Schäuble deutschen „Patriotismus“ und „Elitenbildung“ als Zivilcourage gegen die „Political Correctness“.
Der Terrorist Anders Behring Breivik leitete sein Manifest 2083 mit einem Aufruf zum Kampf gegen „politische Korrektheit“ ein, die er als Ausdruck eines „Kulturmarxismus“ sah.
Joachim Gauck äußerte sich über Thilo Sarrazin 2010 verteidigend: „Er hat über ein Problem, das in der Gesellschaft besteht, offener gesprochen als die Politik.“ Die politische Klasse könne aus dem Erfolg von Sarrazins Buch lernen, dass „ihre Sprache der politischen Korrektheit bei den Menschen das Gefühl weckt, dass die wirklichen Probleme verschleiert werden sollen“.
Unter Bezug auf Alice Weidels Zitat „Die politische Korrektheit gehört auf den Müllhaufen der Geschichte“ – geäußert auf dem AfD-Bundesparteitag 2017 – meinte Roger de Weck: „Selbst einem eingefleischten Antikorrekten käme es nie in den Sinn, die unverheiratete Co-Fraktionsvorsitzende, die in eingetragener Partnerschaft lebt, als ‚Fräulein Weidel‘ zu grüßen.“

## Antidiskriminierung als Grundlage
Die US-amerikanische Linke warf der US-amerikanischen Mehrheitsgesellschaft andro- und eurozentrisch geprägte Wahrnehmungsmuster vor. Die allgemeine Ausdrucksweise vernachlässige durch abwertenden oder gedankenlosen Sprachgebrauch Menschen mit abweichenden Merkmalen oder diskriminiere soziale Minderheiten (nach Abstammung, Herkunft, körperlichen oder geistigen Fähigkeiten, sexueller Veranlagung, religiösem Bekenntnis, sozialer Stellung usw.). Sprachnormierung wurde als Beitrag zur Korrektur dieses Gesellschaftsbildes verstanden. Deshalb wurde gefordert, dass auf als zum Beispiel rassistisch oder sexistisch kritisierte Ausdrucksweisen verzichtet und mit Bezug auf diskriminierte Gruppen vorrangig Eigenbezeichnungen im Sprachgebrauch verwendet werden sollten.
Art und Intensität der Maßnahmen zur Veränderung der öffentlichen Wahrnehmung von Belangen sozialer Minderheiten sind sehr unterschiedlich und reichen von der Ablehnung bestimmter Bezeichnungen über Formulierungsvorschläge bis zu rechtlich verbindlichen, auch sanktionsbewehrten Vorgaben. Dort wo Letzteres der Fall ist, kann die Durchsetzung von Diskriminierungsverboten zu schwerwiegenden Folgen wie der Entlassung aus dem Arbeitsverhältnis oder hohen Schadensersatzforderungen führen, besonders in den USA, wo die als political correctness bezeichnete Antidiskriminierung am weitesten Verbreitung fand.
Hier, wie auch in den USA, verfolgen Vertreter einer nicht diskriminierenden Sprachverwendung das Ziel der Entwicklung sprachlicher Sensibilität sowie einer erhöhten sozialen Kompetenz und Aufmerksamkeit sowohl gegenüber sprachlichen Stereotypen als auch gegenüber den benachteiligten gesellschaftlichen Gruppen selbst. Zudem gibt es Hinweise darauf, dass Menschen, die regelmäßig sprachlich diskriminiert werden, auch psychische und physische Schäden davontragen.

### Nicht abwertende Wendungen

#### Geschlecht
Die feministische Sprachforschung und die Psycholinguistik zeigen in vielen Studien, dass bei dem Gebrauch von generischen Maskulinformen (Forscher, alle Lehrer) im verallgemeinernden Sinne für Personen aller Geschlechter die Frauen weniger vorstellbar oder sichtbar werden als die Männer (siehe Studien). Um das generische Maskulinum zu vermeiden und die Gleichstellung der Geschlechter sprachlich sichtbar zu machen, wurde bereits Ende der 1970er-Jahre die Beidnennung empfohlen: Forscher und Forscherinnen oder in der höflichen Variante: Forscherinnen und Forscher. Dies konnte mit der Schrägstrich-Schreibweise abgekürzt werden: Forscher/innen, oder gemäß amtlichen Rechtschreibregeln mit Ergänzungsstrich: Forscher/-innen. Bald kam mit dem Binnen-I eine zusammengezogene Paarform auf: ForscherInnen, LehrerInnen. Daneben wurde aber auch das Ausblenden von geschlechtlichem Bezug durch Neutralisierung empfohlen: Forschende statt Forscher, oder Lehrkräfte, Lehrende statt Lehrer.
Nach der Einführung der dritten Geschlechtsoption „divers“ (2018 in Deutschland und 2019 in Österreich) werden Beidnennungen zunehmend vermieden zugunsten genderneutraler Formulierungen: Lehrende statt Lehrer und Lehrerinnen. Diversgeschlechtliche Menschen mit nichtbinärer Geschlechtsidentität sollen sich durch Paarformeln mit maskuliner und femininer Wortform nicht ausgeschlossen fühlen. Im Sinne sozialer Inklusion verbreitet sich daneben die Verwendung des Gender-Gaps (Lehrer_innen), des Gendersternchens (Lehrer*innen) und des Gender-Doppelpunkts (Lehrer:innen), um alle Geschlechter und Geschlechtsidentitäten einzubeziehen.

#### Abstammung und Ethnie
Bezüglich der Benennung von Angehörigen bestimmter Ethnien und indigener Völker werden bevorzugt die populärsten Eigenbezeichnungen genannt und ältere Ausdrücke vermieden. In Deutschland und Österreich wird beispielsweise die Bezeichnung „Sinti und Roma“ statt der früheren Attributierung Zigeuner verwendet. Auch „Schwarze“ ist eine gebräuchliche (Eigen-)Bezeichnung und soll anderen Ausdrücken wie „Farbige“ oder „Afrodeutsche“ vorgezogen werden (die Bezeichnungen „Neger“ oder „Mohr“ werden wegen ihrer rassistischen Konnotation abgelehnt).
In Kanada werden die vielen Indigenen unterteilt in die Gruppen First Nations, Métis und Inuit (statt Eskimo), was jedoch im Falle der Bezeichnung „Inuit“ selbst wieder zu Verstrickungen geführt hat.
In Alaska akzeptieren die meisten der so bezeichneten Menschen weiterhin die Bezeichnung Eskimo, da Inuit in ihren Sprachen nicht vorkommt.
Auch die Benennung Indian wird von den nordamerikanischen Indianern nicht einheitlich als politisch unkorrekt empfunden. Im Zusammenhang mit der pan-indianischen Bewegung gibt es in den USA eher die Tendenz der höchst unterschiedlichen Ethnien, durch die Bezeichnung American Indian eine neue gemeinsame kulturelle Identität auszudrücken. Der weit gereiste Autor Charles C. Mann stellt 2016 fest: „Die überwältigende Mehrheit der indigenen Völker, denen ich sowohl in Nord- als auch in Südamerika begegnet bin, bezeichnet sich als Indianer.“
Politische Korrektheit wird auch missbraucht, um öffentliche Aufmerksamkeit zu erlangen und sich ein angeblich antirassistisches Image zu verschaffen, wie sich am Begriff Indian / Indianer zeigen lässt:

„Die meisten, die ein Problem mit der Bezeichnung [Indian] haben, sind Weiße. Wir selbst verwenden den Begriff alltäglich und machen uns auch darüber lustig, aber er ist nun mal Teil indigener Realität […] Wir werden uns nicht umbenennen, bloß weil irgendwelche Weißen, die nie unsere Realität geteilt haben, den Begriff als diskriminierend empfinden.“

Obwohl das deutsche Wort „Indianer“ aufgrund einer fehlenden deutsch-amerikanischen Kolonialgeschichte und insbesondere durch das positive (wenngleich stark verzerrte und idealisierte) Indianerbild im deutschen Sprachraum und die Romane Karl Mays keinen herabwürdigenden Beigeschmack hat, werden seit Beginn des 21. Jahrhunderts in der deutschen Öffentlichkeit immer wieder Stimmen laut, die auf eine Vermeidung des Wortes drängen. Ethnologen beteiligen sich in der Regel nicht an solchen Diskussionen, in denen weder eine tiefgründige Auseinandersetzung mit der Thematik stattfindet, noch die Betroffenen gehört werden, sondern der „mediale Effekt“ im Vordergrund steht. So fragt der bekannte Autor Claus Biegert: „ob die Diskussion [um Begriffe] nicht ein Täuschungsmanöver sei, das Kräfte politisch denkender Menschen in Beschlag nimmt und sie so daran hindert, sich für reale Veränderungen der prekären Situation vieler Indigener einzusetzen.“ Die Debatte in Deutschland hat trotzdem zu einer sprachlichen Verunsicherung geführt. Die Neuen Deutschen Medienmacher*innen empfehlen daher, das Wort Indianer nicht mehr zu verwenden.

#### Körperliche und geistige Einschränkungen
Statt als abwertend empfundener Formulierungen wie „Krüppel“ werden neutralere Ausdrücke wie „Menschen mit Behinderung“ benutzt. Vor allem in den USA, wo die meisten dieser Prägungen entstanden sind, werden Bezeichnungen ins Positive verschoben, um den Fokus nicht auf den Mangel zu lenken, etwa: „anders begabt“ oder „mental herausgefordert“ (mentally challenged) für „geistig behindert“ oder „visuell herausgefordert“ (visually challenged) für „blind“. Allgemein hat hier das challenged (herausgefordert) die Bezeichnung handicapped (behindert) ersetzt. (Die Bezeichnungen „vertikal herausgefordert“ (vertically challenged) für „kleinwüchsig“ oder „gravitativ benachteiligt“ für „übergewichtig“ sind dagegen Scherz-Ausdrücke zur ironischen Distanzierung von der politischen Korrektheit.)
Inzwischen wird oft anstatt der Bezeichnung „Behinderte“ die Form „Menschen mit Behinderung“ verwendet, um die Reduzierung der Menschen auf ihre Behinderung zu verringern. Eine weitere Verschiebung setzt statt auf „Behinderung“ auf alternative Wendungen, so hieß es früher „Lernbehinderte“, danach „Lernhilfeschüler“ und heute „Förderschüler“.
Bevorzugt wird politisch korrekt so formuliert, dass die behindernde Barriere sichtbar wird gerade dann, wenn sie vermieden oder beseitigt wurde. Daher heißt es eher barrierefreier Eingang oder Rollstuhlzufahrt als Behinderteneingang oder Weißschrift/Reliefschrift statt Blindenschrift. Solche Bezeichnungen nehmen also nicht Bezug auf Gruppen von Menschen, die anhand eines bestimmten Merkmals gebildet wurden (etwa Behinderte, Blinde, Taube, Stumme, Gelähmte), sondern beziehen sich direkt auf das konstituierende Merkmal oder das entscheidende Hilfsmittel (etwa Rollstuhl).

## Kritik
Die Kritik an „politischer Korrektheit“ lässt sich unterteilen in einen sprachkritischen und einen sprachpolitischen Zweig.
Beispielsweise weist der Philosoph Slavoj Žižek (* 1949) darauf hin, dass sich „politisch korrekte“ Bezeichnungen abnutzten (die Ersatzbezeichnungen erben mit der Zeit die Bedeutung des Wortes, das sie ersetzen sollten), wenn sie nicht mit einer Veränderung der sozialen Wirklichkeit einhergingen. So sei allein durch eine fortwährende Neuschöpfung von Ersatzbezeichnungen (wie in dem US-amerikanischen Beispiel Negro – black people – coloured people – African-Americans) noch keine Veränderung erzielt, wenn nicht den Worten eine tatsächliche soziale Integration folge. Die rein sprachliche Prägung immer neuer Bezeichnungen enthülle die Unfähigkeit, die tatsächlichen Ursachen von Rassismus und Sexismus allein durch Sprachpolitik zu überwinden. Zudem entstehe durch die laufende Neuschaffung von Wörtern oder Ausdrücken eine exzessive Struktur, da jede Bezeichnung durch die folgende ihrerseits unter Diskriminierungsverdacht gestellt und entwertet werde. Dieser Effekt wird auch „Euphemismus-Tretmühle“ genannt. Laut Žižek versuche die Geisteshaltung der „politischen Korrektheit“ durch ihre zirkuläre Selbstbezogenheit, alle Spuren der Begegnung mit „dem Realen“ (Jacques Lacan) zu beseitigen.
Mit ähnlichen Argumenten vertritt der Germanist Armin Burkhardt im Jahr 2010 die Auffassung, dass politische Korrektheit auf lange Sicht nicht erfolgreich sein könne, wenn nicht zugleich die alten Tabus und Vorurteile oder Aberglaube überwunden würden. Auf diesen Sachverhalt zielt auch die Interpretation von politischer Korrektheit als Kitsch ab, da diese laut dem Sozial- und Wirtschaftswissenschafter Paul Reinbacher 2015 auf kitschige Art und Weise die Realität der Postmoderne nur oberflächlich überzuckere, nicht jedoch zur konstruktiven Bearbeitung ihrer Widersprüchlichkeiten beitrage.
Anfang 2017 legt Christian Staas, Redakteur der Wochenzeitung Die Zeit, eine kleine Geschichte der Political Correctness vor; dieser widerspricht der Publizist Josef Joffe.
Der Medienwissenschaftler Norbert Bolz erklärt 2017, unter dem Deckmantel der politischen Korrektheit werde „die Meinung an die Moral gebunden“ und die Gesellschaft zum Opfer eines politisch motivierten „Tugendterrors“ (vergleiche Virtue signalling: „Tugendprotzerei“). Ihr Diskurs setze sich zusammen „aus ‚Demobürokratie‘ (Niklas Luhmann) und Sprachhygiene, aus Moralismus und Heuchelei, aus Sozialkitsch und einer politisch gefährlichen Perversion der Toleranz“. Offene Diskussion sei durch Zensur, Einschüchterung und Indoktrination ersetzt worden. Wer widerspreche, werde nicht widerlegt, sondern zum Schweigen gebracht. Abweichende Meinungen würden heute schärfer als abweichendes Verhalten sanktioniert, zumeist nicht über Diskussionen, sondern über Ausschluss.
Der Sozialwissenschaftler Samuel Salzborn hält 2017 in seinem Buch Angriff der Antidemokraten: Die völkische Rebellion der Neuen Rechten den Terminus der Political Correctness für einen „rechten Kampfbegriff“ und spricht im Hinblick auf seine Verwendung im rechtskonservativen Diskurs von einem „ausschließlich instrumentellen Verständnis von Meinungsfreiheit […], bei dem lediglich antidemokratische und antipluralistische Positionen wieder salonfähig gemacht werden sollen“. Kern der Demokratie sei es jedoch, „die politischen und rechtlichen Grenzen des Sagbaren zu definieren, um ihren eigenen Bestand zu garantieren“.
Die Generation der angeblich gegenüber Verletzungen der Political Correctness besonders empfindlichen, nach 1990 geborenen Menschen wird in den USA mit negativer Konnotation als Generation Snowflake („Generation Schneeflocke“) bezeichnet. Condoleezza Rice, US-amerikanische republikanische Politikerin und Professorin für Politikwissenschaften, erklärte 2018 in einem Interview, die politische Korrektheit sei eine ernsthafte Bedrohung der universitären Lehre, wo es auch darum gehe, „die eigene Wohlfühlzone zu verlassen“. Anstatt sich mit anderen Sichtweisen zu befassen, zerfalle die Gesellschaft in immer kleinere Identitätsgruppen mit eigenem Narrativ.
Der deutsche Soziologe Werner Bruns und Markus Müller sehen 2018 sowohl bei der Verteidigung der Political Correctness als auch bei deren Ablehnung gleichermaßen eine Bedrohung der Demokratie: Die einen wollten die Politik durch Sprache steuern, anstatt sie zuzulassen, die anderen verliehen denjenigen einen Schutzschirm der Toleranz, welche diese für die Demokratie nötige Toleranz gar nicht aufbringen wollten.
In der Literaturwissenschaft gibt es Kritik an der Auseinandersetzung mit Werken der Weltliteratur, wobei oft der Roman Robinson Crusoe von Daniel Defoe (1719) als Beispiel genannt wird. Grundsätzlich gilt, dass Literatur wie alle Werke der Kunst in der Rezeption dem Wandel der Zeit unterliegt.